# Izobara (fizyka)

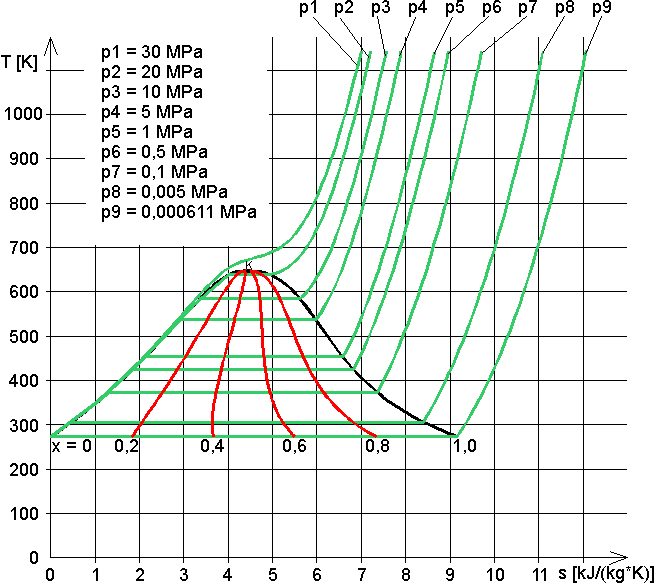
Izobary wody (zielone linie)

Izobara – linia stałego ciśnienia, ilustrująca na wykresie zmiany parametrów opisujących układ fizyczny podczas przemiany izobarycznej.